# Chilinidae
Los Chilinidae son una familia de caracoles de agua dulce de tamaño pequeño a mediano del orden de los caracoles pulmonares (Pulmonata) que se encuentran solo en América del Sur. La familia se incluye en el suborden de los caracoles de agua (Basommatophora).

## Caracterización
Las valvas son diestras y espirales, con la última espiral significativamente agrandada en muchos casos. Los animales pueden crecer hasta un máximo de 22 mm (Chilina gibbosa). Son de color amarillo a marrón y, a menudo, muestran un patrón en el caparazón.

## Distribución y hábitat
Los representantes de esta familia se encuentran solo en América del Sur (Argentina, Chile, etc.). Viven en aguas corrientes y también en estuarios.

## Biología
La cavidad del manto (pulmones) está parcialmente llena de agua, pero en otras especies también puede respirar aire.
Los animales pueden moverse a través de sedimentos arenosos blandos, pero también viven en sustratos duros. Durante el proceso de excavación, cambian un poco su cuerpo hacia una mayor aerodinámica vinculada al sentido de la corriente. La velocidad de movimiento a través del sedimento arenoso es del orden de 15 cm por hora.
La dieta puede cambiar. En acuarios se ha observado cómo colonizan rocas y pastan en el perifiton, pero también buscan específicamente sedimentos blandos.
Los caracoles a veces albergan representantes del parásito Digenea (grupo de Trematodos).

## Paleontología y evolución
Los Chilinidae son fósiles del Plioceno inferior de Argentina. Junto con la familia Latiidae, forman la superfamilia Chilinoidea, que es una superfamilia relativamente original de los Hygrophila (caracoles acuáticos en sentido estricto) que solo se da en el hemisferio sur.

## Sistemática
La familia consta únicamente del género Chilina Gray, 1828 pero con varias especies. Se han descrito nominalmente al menos 59 especies y subespecies, pero está pendiente una revisión taxonómica crítica. A continuación se muestra una selección de especies conocidas:
- Chilina dombeiana (Bruguiere, 1789)
- Chilina fluminea (Manton, 1809)
- Chilina fluctuosa (Gray, 1828)
- Chilina fulgurata Pilsbry, 1911
- Chilina gibbosa Sowerby, 1841
- Chilina megastoma H. Scott, 1958
- Chilina neuquenensis Marshall, 1933
- Chilina parchappii d'Orbigny, 1835